# Janis Wilson
Janis Mae Wilson (* 9. Februar 1930 in Santa Barbara, Kalifornien, Vereinigte Staaten; † 17. November 2003 in Spokane, Washington) war eine US-amerikanische Jungschauspielerin der 1940er Jahre. 

## Karriere
Ihre Filmdebüt machte die damals zwölfjährige Janis Wilson in dem Filmdrama Reise aus der Vergangenheit (Originaltitel Now, Voyager) an der Seite von Bette Davis und Paul Henreid. Für die Darstellung von Tina Durrance, einem verunsicherten, unscheinbar wirkenden Mädchen, das von seiner Mutter abgelehnt wird, wurde sie mit einer Zahnspange und Brille ausgestattet. Für ihren Auftritt erhielt sie gute Kritiken.
Bette Davis mochte die junge Schauspielerin und überredete das Studio Warner Brothers, Wilson anschließend in ihrem nächsten Film Watch on the Rhine (1943) als ihre Filmtochter zu besetzen. Warner Brothers förderte nach diesen beiden ersten Filmen allerdings Wilsons Karriere nicht mehr großartig und so drehte sie nur noch fünf weitere Filme. Einen weiteren bekannten Auftritt hatte sie in dem Film noir Die seltsame Liebe der Martha Ivers (1946), in dem sie die später von Barbara Stanwyck dargestellte Hauptfigur des Films am Filmanfang als rebellische Jugendliche verkörpert. 1948 hatte sie ihren letzten Filmauftritt in dem B-Movie-Horrorfilm The Creeper.

## Späteres Leben
Wilson lernte ihren zukünftigen Ehemann Sidney Victor Petertyl 1942 auf dem Grundstück von Warner Brothers kennen, als sie gerade zwölf Jahre alt war und die Dreharbeiten zu Now, Voyager liefen. Sie heirateten 1955 in Janis’ Heimatstadt Santa Barbara. Die Petertyls hatten einen Sohn und ließen sich schließlich in Grand Rapids, Michigan, nieder, wo sie 31 Jahre lang lebten. Die Familie zog später 1994 nach Spokane. 1996 gab Wilson an, dass sie an einem Buch über ihre Jahre als Kinderschauspielerin in Hollywood und ihrer besonderen Beziehung zu Bette Davis arbeitete. Ein entsprechendes Buch erschien allerdings nie. Wilson starb im November 2003 mit 73 Jahren in Spokane an einem Schlaganfall.

## Filmografie
- 1942: Reise aus der Vergangenheit (Now, Voyager)
- 1943: Die Wacht am Rhein (Watch on the Rhine)
- 1945: Snafu
- 1946: Die seltsame Liebe der Martha Ivers (The Strange Love of Martha Ivers)
- 1946: My Reputation
- 1947: Heading for Heaven
- 1948: The Creeper